# Esztergályhorváti
Esztergályhorváti is een plaats (község) en gemeente in het Hongaarse comitaat Zala. Esztergályhorváti telt 452 inwoners (2001).